# Karl Trein
Karl Trein (russisch Карл Карлович Трейн Karl Karlowitsch Trein; * 10. Novemberjul. / 23. November 1900greg. in Väike-Maarja; † 20. Dezember 1937 in Leningrad) war ein estnischer Schriftsteller, Kritiker und Übersetzer.

## Leben und Werk
Karl Trein schloss 1917 die Kirchspielschule ab und arbeitete danach in Tallinn auf dem Bau. Er schloss sich den Revolutionären an und ging 1918 nach der deutschen Besetzung Estlands im Ersten Weltkrieg nach Sowjetrussland, um sich der deutschen Mobilisierung zu entziehen. Dort nahm er am russischen Bürgerkrieg teil und studierte anschließend am Herzen-Institut, wo er 1931 seinen Abschluss machte. Er engagierte sich für die estnische Literatur, arbeitete in Redaktionen und Verlagen mit und war auch politisch aktiv, 1932 trat er der KPdSU bei.
Im Zuge der Stalinschen Säuberungen, die sich zum Teil gezielt gegen nationale Gruppierungen richteten, wurde er am 14. Oktober 1937 inhaftiert und am 15. Dezember 1937 gemäß Artikel 58.1a des Strafgesetzbuches der RSFSR zum Tode verurteilt. Am 20. Dezember 1937 wurde er in Leningrad erschossen.
In seinem literarischen Werk lässt er sich vom Marxismus leiten und behandelte häufig das „Gefängnisleben und den Klassenkampf im bürgerlichen Estland“. Ein Roman über die Revolution von 1905 blieb unvollendet. Außerdem übersetzte er aus dem Russischen, unter anderem Gorki.

## Bibliografie
- Töötatööline nr. 287 ('Arbeiter ohne Arbeit Nr. 287'). Külvaja, Leningrad 1933. 71 S.
- Päikeselaik ('Der Sonnenfleck'). Külvaja, Leningrad 1933. 67 S.

## Sekundärliteratur
- Eduard Päll: Eesti nõukogude kirjanduse arenemisest NSV Liidus enne 1940. aastat, in: Keel ja Kirjandus 4–5/1958, S. 193–213; 6/1958, S. 324–338.
- Eduard Ertis: Karl Treini elu ja looming, in: Keel ja Kirjandus 2/1971, S. 65–72.